# Paléoclimatologie
 (septembre 2022).
Si vous disposez d'ouvrages ou d'articles de référence ou si vous connaissez des sites web de qualité traitant du thème abordé ici, merci de compléter l'article en donnant les références utiles à sa vérifiabilité et en les liant à la section « Notes et références ».
La paléoclimatologie est la science qui étudie les climats passés et leurs variations. 
Elle tente d'établir les conditions environnementales caractéristiques de chaque période géoclimatique, notamment en termes de paléotempératures de l'atmosphère, des océans et des continents.
Ces reconstitutions des variations climatiques passées, et éventuellement de leurs causes, apportent des données (en partie empiriques) sur l'évolution du climat actuel et futur.

## Historiographie
Louis Agassiz en 1837 est le premier à émettre l'hypothèse d'une grande glaciation. Sa théorie est dite mono-glacialiste car elle affirmait qu'une seule glaciation avait eu lieu à la surface de la terre. Ses observations se basaient sur le déplacement de grands blocs erratiques loin de leurs substrats initiaux, sous l'action de la glace.
Albrecht Penck et Edouard Brückner, de 1901 à 1909, ont infirmé l'hypothèse mono-glacialiste pour émettre une hypothèse pluri-glacialiste. Ils décrivent et nomment les grandes glaciations alpines d'après les affluents du Danube, soit Günz, Mindel, Riss et Würm. Si elle a longtemps été employée comme référence pour l'hémisphère nord, il est désormais admis que cette classification n'est valable qu'à l'échelle régionale de l'arc alpin. Le développement des méthodes de datation basées sur la radioactivité et celui de la stratigraphie a permis de prouver scientifiquement que plusieurs glaciations s'étaient succédé au Pléistocène.
L'astrophysicien Milutin Milanković va pousser plus loin les théories sur les glaciations en publiant sa théorie astronomique des paléoclimats, qui ne sera admise qu'en 1976. Cette théorie affirme que les grandes glaciations sont enclenchées par des paramètres orbitaux et que la quantité de flux solaire qui frappe l'hémisphère nord est déterminante dans le développement d'inlandsis. La validité de sa théorie a été prouvée par la stratigraphie et les datations radiométriques, lesquelles ont montré que les variations d'excentricité déclenchent cycliquement des glaciations.

## Vocabulaire et concepts

Températures reconstituées depuis la fin de la dernière période glaciaire.

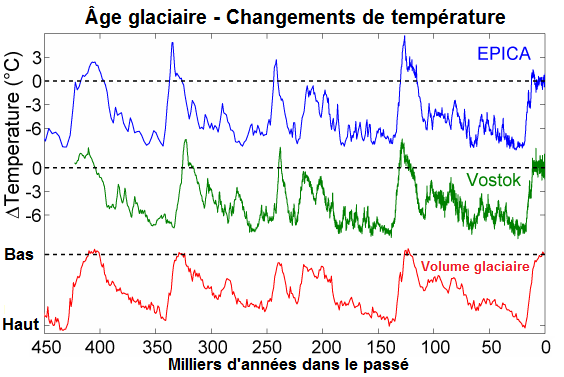
Températures depuis 400000 ans

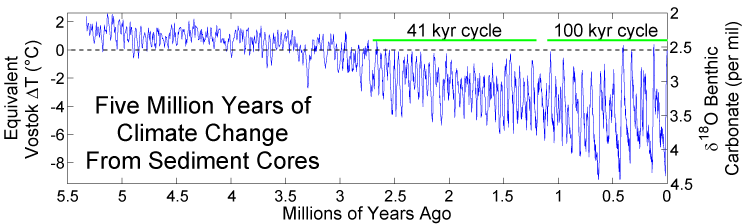
Températures depuis 5 millions d'années.

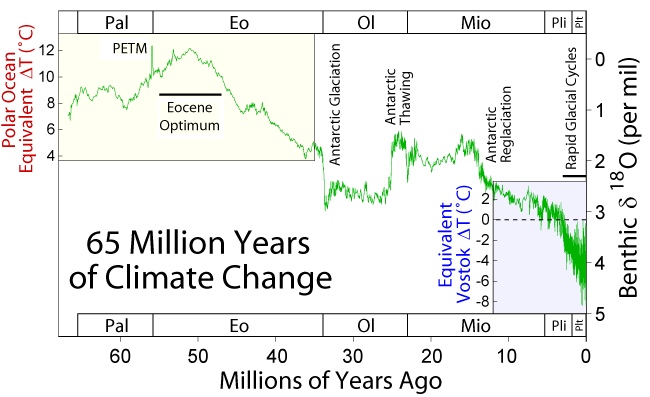
Températures depuis 65 millions d'années.

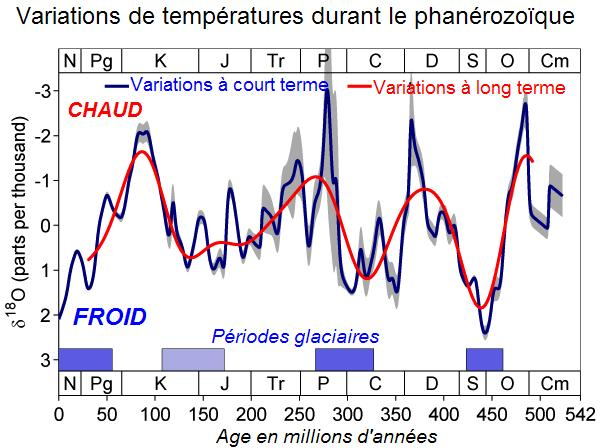
Variations du climat global depuis 540 millions d'années.

Le terme « paléoclimat » désigne un climat ancien, par opposition au climat actuel, sans référence à une échelle de temps. 
La paléoclimatologie un des éléments de la paléoécologie, et de la climatologie.

## Méthodes
L'étude des flores et des faunes fossiles en tant que paléoformes est à l'origine de la paléoclimatologie, et en reste la base principale. La géochimie et les analyses isotopiques y jouent aussi un rôle croissant, de même que la modélisation informatique.
Différents paramètres, d'origine externe au système climatique, sont à l'origine des variations climatiques (notion de forçage (forçage radiatif) ajoutant ses effets à ceux du forçage volcanique et à ceux ayant pour origine l'expansion et l'évolution de la vie (production d'oxygène, albédo modifiée par la couverture végétale, etc.). 

Les variations d'insolation liées aux paramètres de l'orbite de la Terre (théorie astronomique des paléoclimats) sont l'un des forçages que les modèles doivent prendre en compte (pouvant être facilement reliées à des observations géologiques).
Dominique Genty, chercheur au CNRS, a également introduit l'analyse des spéléothèmes comme source de données. Les doublets de calcite fournissent dans les meilleurs cas une précision saisonnière pour suivre l’évolution de l’environnement et même les traces des activités humaines.  

### Datations radiométriques
Les méthodes de datation radiométrique utilisent la décroissance régulière de la radioactivité de certains isotopes dont la période radioactive est connue. Ces méthodes ne permettent pas d'accéder directement à des informations sur les climats mais elles constituent des sources d'information fondamentales dans la reconstitution historique des paléoclimats.
La méthode de datation par l'uranium-thorium fournit des résultats avec des écarts-types importants, mais elle permet de dater des échantillons très anciens. À l'inverse, la datation par le carbone 14 est relativement précise mais elle ne peut concerner que des matériaux organiques relativement récents, pour les 45 000 dernières années. Comme le carbone 14 est présent dans le cycle du carbone notamment sous forme de CO2, son utilisation est très fréquente et peut renseigner sur la quantité de CO2 présente à une année donnée, ce qui est très pertinent dans l'analyse de l'histoire du climat.

### Lacs varvés
Aux latitudes moyennes, les sédiments des lacs sont une source d'information, notamment dans les lacs dimictiques, c'est-à-dire qui se mélangent à deux reprises dans l'année. De simples carottages permettent d'y étudier les strates varvées (une varve est un « couplet » représentant un an de sédimentation). Au printemps, les sédiments sont pâles et proviennent des rivières qui se déversent dans le lac, alors qu'en hiver, des particules foncées et plus fines y décantent. Les variations d'épaisseur des varves indiquent ainsi par exemple des étés longs ou un hiver plus froid. Si la séquence varvée se dirige davantage vers une varve prédominante, c'est que le lac se dirige davantage vers un côté amictique, c'est-à-dire couvert de glace à l'année longue et un seul mélange des eaux annuel.

### Stratigraphie
La succession des couches de substrats est un indicateur climatique relatif. Il offre par exemple (par les carottages) des indices de transition d'un milieu forestier vers un milieu plus aride ou plus froid. Imaginons un cours d'eau en perte de vitesse et en voie d'épuisement : en premier lieu, sa zone marécageuse s'étend et est colonisée par la forêt qui lui est subjacente. Ensuite, la zone marécageuse est de plus en plus colonisée par la forêt. Cependant, un assèchement du climat conduit la forêt à devenir plus arbustive et sous forme de lichen et à se transformer davantage en tourbière, lieu de décomposition des éléments végétaux. La coupe stratigraphique pourra illustrer cette transition. Au départ, on retrouve les argiles, témoins de la période plus chaude et humide. Ensuite, on retrouvera des alluvions de terrasses fluviales, avec des débris végétaux. Viendront ensuite le bois et la tourbe, témoins de la période plus froide, mélangés à du lichen.
Dans le cas, d'un lieu sous influence d'inlandsis, ces vestiges pourraient être recouverts de till, c'est-à-dire des roches arrachées, concassées en fines granules et très compactes, érigées sous l'action de la glace. Les moraines sont aussi des faciès qui se retrouvent au front des inlandsis et sont souvent composées de till. Cependant, l'érosion d'une couche mise à nu, sous l'action du vent ou de la glace peut biaiser les résultats. Il est aussi possible de dater les éléments végétaux comme le bois et la tourbe pour découvrir à quelle date les conditions ambiantes du climat étaient présentes. Il est également possible de comparer deux strates, d'obtenir des datations absolues pour chacune d'elles et de déterminer en combien de temps la transition s'est effectuée.

### Carottage glaciaire et carottage marin
Les forages des grandes calottes de glace présentes aux pôles sont de très bonnes sources d'indications climatiques, puisque les inlandsis polaires sont en place depuis des milliers d'années. C'est donc une incroyable banque de données climatique qui se trouve piégée dans la glace. Les forages EPICA et Vostok en Antarctique ou au Groenland sont principalement effectués dans le but de reconstituer les paléoclimats. Il est aussi possible de faire du carottage océanique, pour comparer les résultats issus du carottage glaciaire et océanique.
La proportion des deux isotopes naturels de l'oxygène 16O et 18O est également très intéressante. L'oxygène 16 représente 99,76 % de l'oxygène terrestre, tandis que l'oxygène 18 en représente 0,2 %. Durant une glaciation, le rapport 18O/16O (nommé δ18O) est plus faible dans les glaciers et plus élevé dans les océans. L'isotope 16O est prisonnier dans la glace et s'évapore des océans, étant le plus léger. Comme l'eau des précipitations est immobilisée sous forme de glace au cours d'une période glaciaire, le niveau des mers baisse et les inlandsis augmentent leur volume. Lors d'un réchauffement du climat, le processus s'inverse. Les glaciers fondent et l'oxygène 16, plus léger que le 18, s'écoule vers l'océan faisant augmenter le rapport 18O/16O. Dans l'océan l'effet y est inverse, l'ajout d'oxygène 16 dû à la fonte des glaciers, fait diminuer le rapport 18O/16O et fait augmenter le niveau marin.
La teneur en méthane et en dioxyde de carbone de l'océan et des glaciers est également intéressante. Lors d'une glaciation, la teneur en CO2 est faible dans l'atmosphère et dans les glaciers. Cependant, l'eau froide incorpore des tonnes de CO2, par sa pompe thermodynamique et par la pompe biologique. La teneur en CO2 est donc très élevée dans l'océan. Dans le cas d'un réchauffement, l'eau libère du CO2 vers l'atmosphère, faisant baisser la teneur océanique mais augmenter la teneur atmosphérique. L'eau est alors moins productive et moins riche en sels minéraux. L'activité du méthane est semblable : lorsqu'il fait plus chaud, la teneur en méthane est très élevée dans l'atmosphère, vu la plus forte décomposition. Dans l'océan, c'est l'inverse : comme la biomasse y est plus élevée durant une période glaciaire, la décomposition y est plus intense aussi.
Il est possible de faire des datations isotopiques dans une strate de glace ou dans une carotte océanique. Les bulles d'air présentes à l'intérieur de la glace peuvent être datées par l'utilisation des isotopes. Même chose, dans les océans les organismes planctoniques, comme les foraminifères à coquille calcaire et les diatomées à coquille de silice peuvent être datés.

## Enjeux
Mieux comprendre les climats passés et leurs impacts et rétroactions avec les écosystèmes et l'évolution est l'un des objectifs de la paléoclimatologie. Il s'agit notamment de mieux comprendre les crises écologiques et climatiques, et les phénomènes d'extinction d'espèces qui se sont produits à au moins cinq reprises sur terre. 
Cela est utile ou nécessaire pour mieux envisager et préparer l'avenir, dont la lutte contre le réchauffement climatique et l'adaptation aux changements climatiques.
Il existe aussi des enjeux sanitaires avec la compréhension des liens entre climats et épidémies, ou entre climat et certaines formes de pollution (pluies de mercure par exemple).

## Variations de températures globales
Les variations de la composition isotopique de l'oxygène (par exemple dans des tests de foraminifères) constitue un indicateur climatique (« proxy ») qui signe les variations de la température des océans et la quantité de glace (inlandsis). 

Elles ont permis de reconstituer les variations globales de température depuis 550 millions d'années. 

Ces données sont en accord avec les épisodes glaciaires relevés dans les roches sédimentaires (tillites), ainsi que les données paléobotaniques, et de concentration de carbone dans l'atmosphère. Aujourd'hui, le climat global se situe dans une période tempérée interglaciaire. 

Des études paléontologiques ont montré que pendant de longues périodes (Crétacé, Paléocène, Éocène, Miocène moyen...), le climat global était plus chaud qu'actuellement, et alors que les continents étaient positionnés différemment (cf. dérive des continents).